# Rockefeller Vincent
Rockefeller Vincent est un homme politique haïtien.

## Biographie
Il est ministre de la Justice de 2020 à 2021. Il est limogé en septembre 2021 par le Premier ministre Ariel Henry, et part en exil aux États-Unis.